# 修女院长通道
修女院长通道 （Passage des Abbesses）是巴黎十八区的一条街道。长99米，宽4米。
这条街开始于修女院长街22号，通过陡峭的阶梯，最后结束于三兄弟街（rue des Trois-Frères）57号，修女院长花园（jardin des Abbesses）。

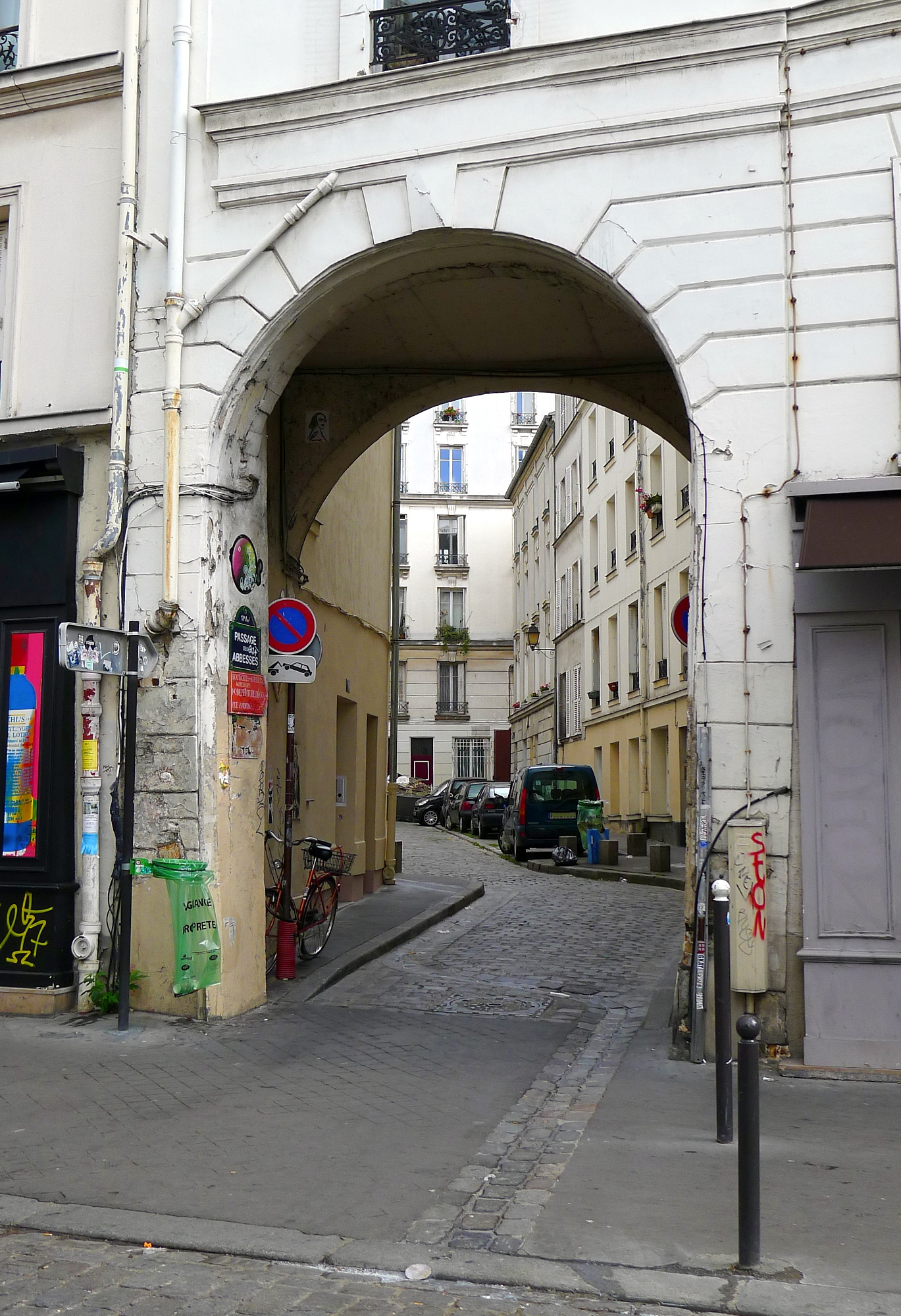
修女院长街拱门
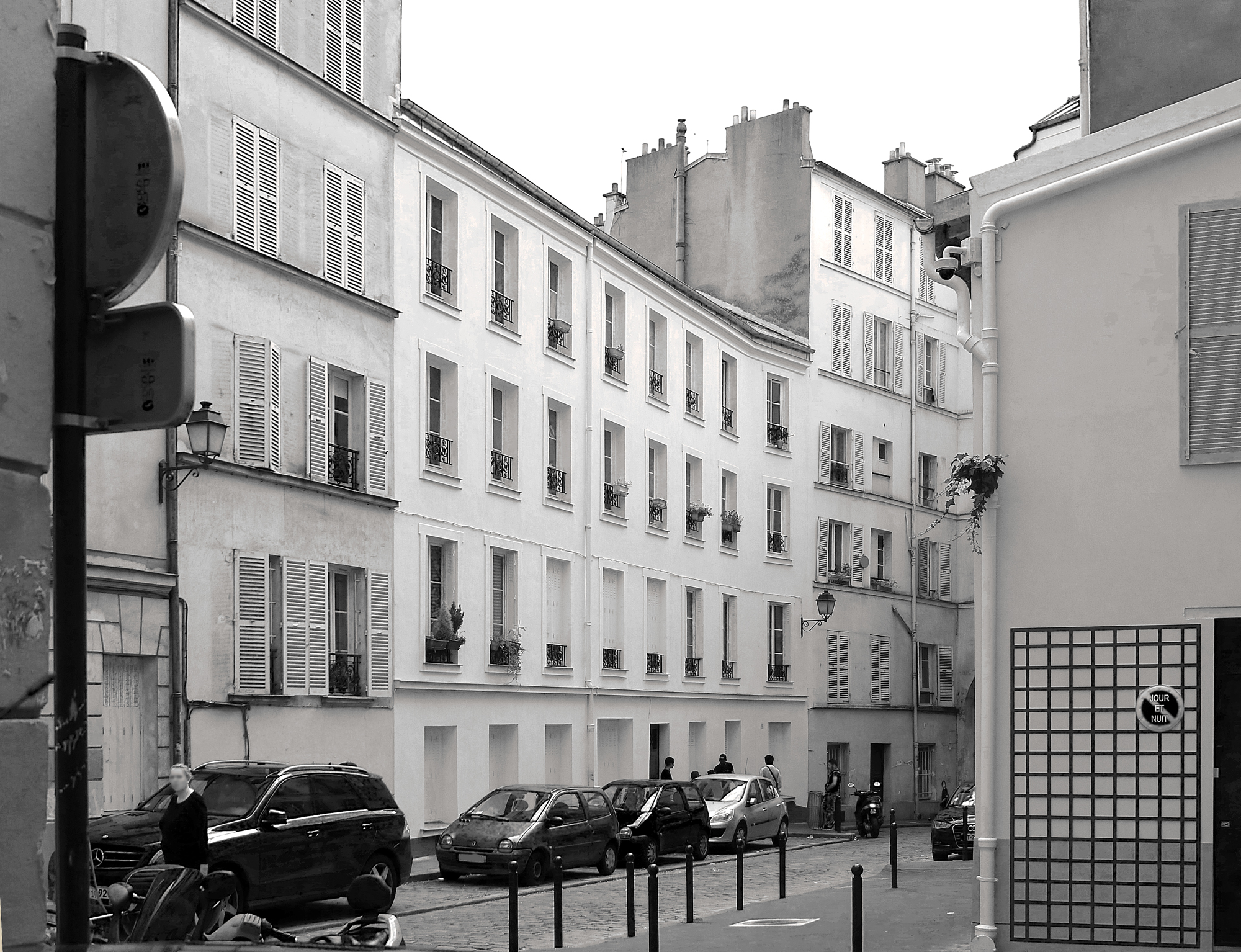
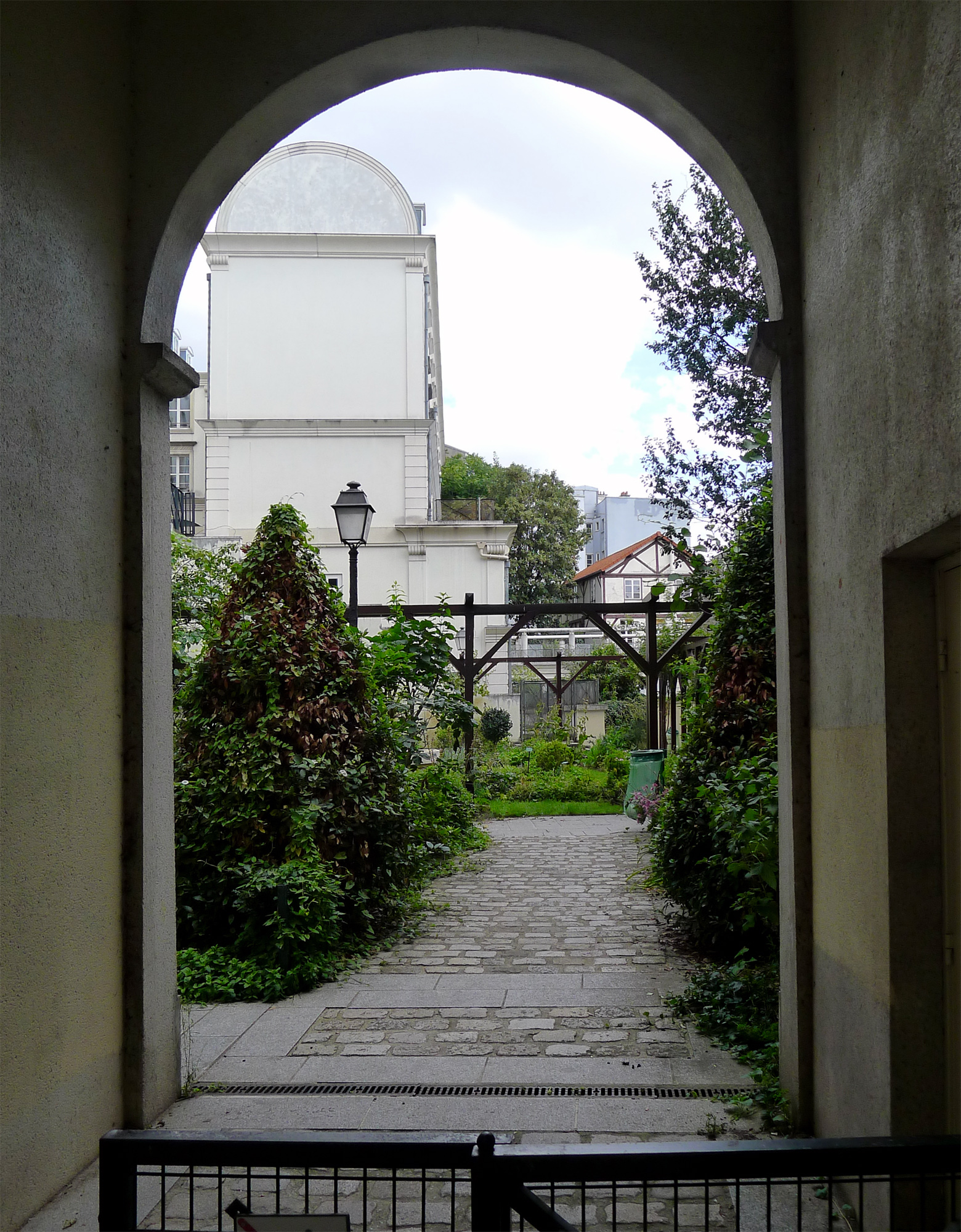
修女院长花园入口
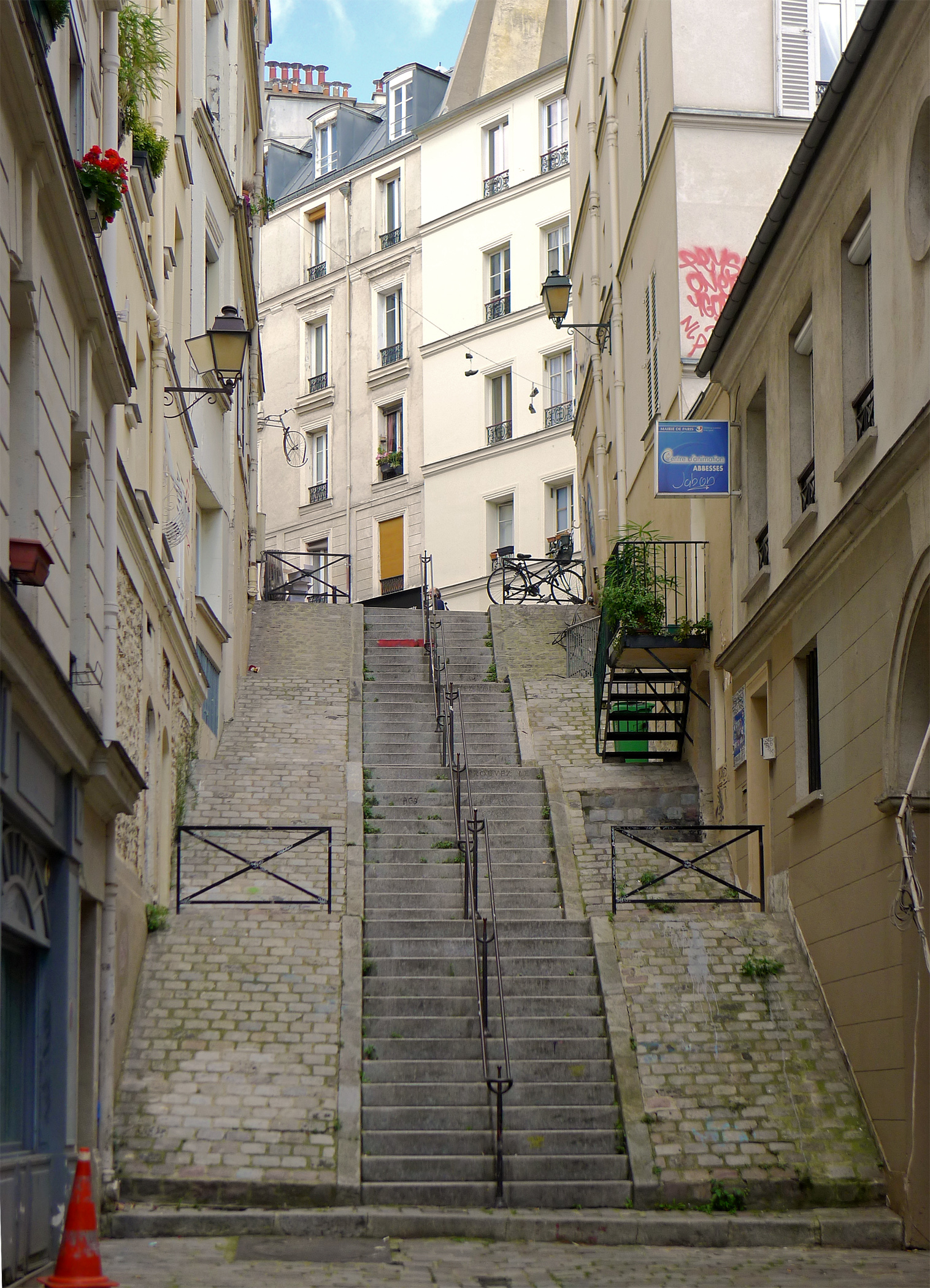
三兄弟街

## 历史
修女院长通道是蒙马特镇的一条老街，开辟于1840 年，原名拱廊通道（Passage de l'Arcade）。目前的名称命名于1873年11月10日，得名于修女院长街。